# Barrio Frontera
Barrio Frontera es una localidad argentina ubicada en el Departamento General Roca de la provincia de Río Negro. Se halla a 300 m de la costa del río Negro, 17 km al Sudoeste del centro de General Roca, de la cual depende administrativamente.

## Población
Contó con 69 habitantes (Indec, 2010), lo que representó un incremento del 50% frente a los 46 habitantes (Indec, 2001) del censo anterior.

El censo 2022 registró una población de 39 habitantes que se repartieron entre 22 hombres y 17 mujeres. Sin embargo, las cifras obtenidas fueron estimativas solo teniendo en cuenta a la población en viviendas particulares; es decir, excluyendo del dato a la población institucional y las personas sin hogar. Gracias a este censo también fue posible conocer su densidad y tamaño urbano.
| Evolución demográfica |
|                       |
| INDEC                 |